# Ceinture de feu du Pacifique

Carte de la ceinture de feu du Pacifique (en rouge) correspondant aux régions de forte densité de volcans ; les traits bleus sont les principales fosses océaniques (qui ne font pas partie de la ceinture de feu).

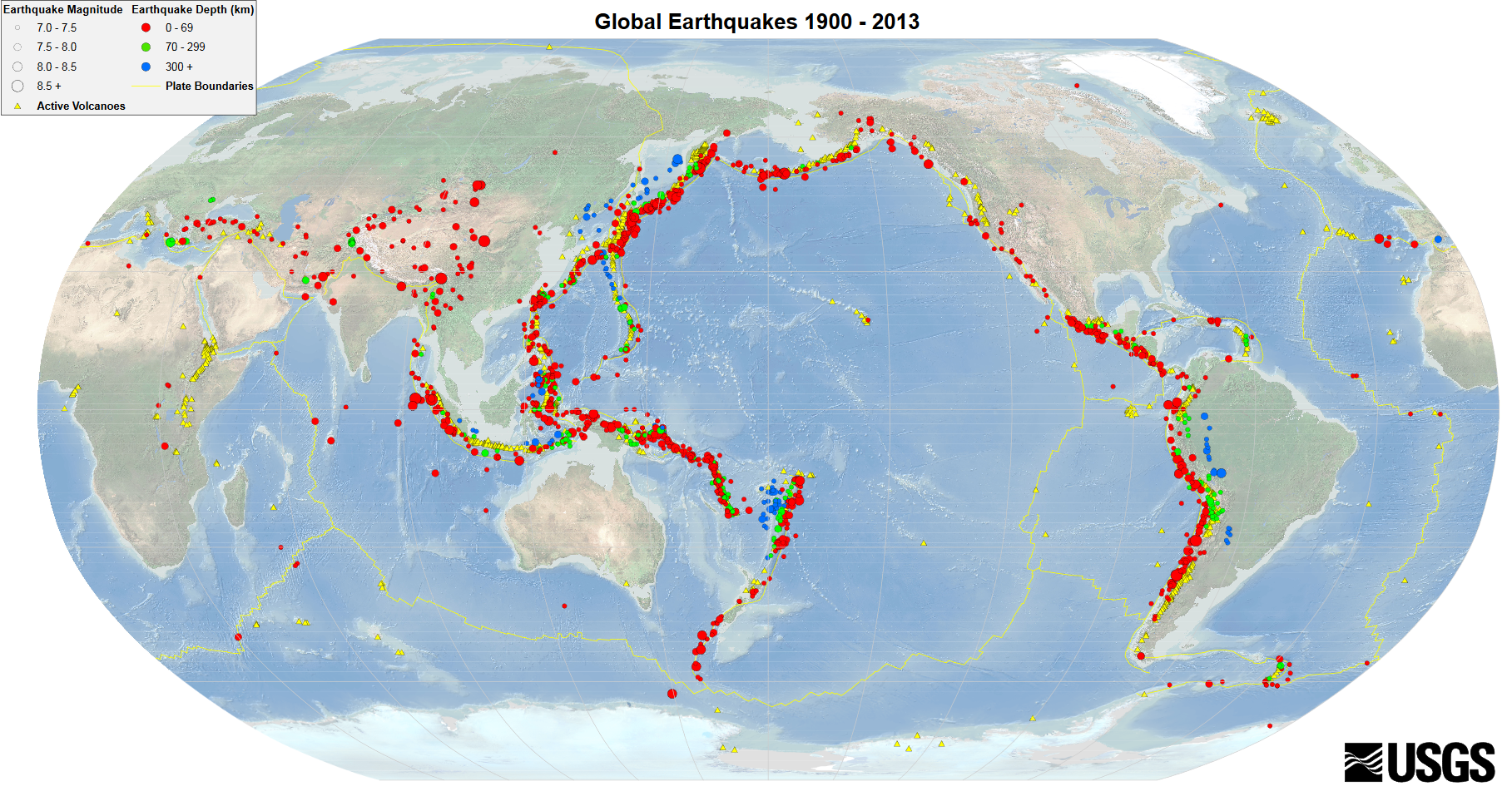
Les zones de subduction de cette ceinture orogénique génèrent 80 % de la sismicité mondiale annuelle, cette activité sismique allant depuis les séismes lents jusqu'aux mégaséismes.

La ceinture de feu du Pacifique, appelée aussi ceinture circum-pacifique ou ceinture péri-pacifique, est une expression employée pour désigner l'alignement de volcans qui borde l'océan Pacifique sur la majorité de son pourtour, soit environ 40 000 kilomètres.
Cet alignement de volcans coïncide avec un ensemble de limites de plaques tectoniques et de failles. Ces limites sont également marquées par les principales fosses océaniques de la planète.

## Description

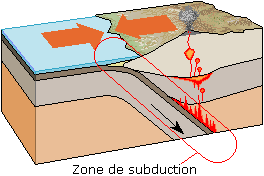
Les volcans de subduction font partie de la ceinture sismique péripacifique.

La ceinture de feu compte 452 volcans, soit 75 % des volcans émergés de la planète, qu'ils soient actifs ou éteints. Cette concentration s'explique par la subduction de plaques océaniques (principalement les plaques Nazca, Cocos, Juan de Fuca et Pacifique) sous des plaques moins denses (principalement sud-américaine, caraïbe, nord-américaine, d'Okhotsk, philippine et australienne). Le volcanisme de subduction donne le plus souvent naissance à des volcans gris.
Le jeu de ces plaques tectoniques est aussi à l'origine de fréquents séismes (90 % des tremblements de terre et 80 % des plus grands tremblements dans le monde). La ceinture de feu du Pacifique fait ainsi partie des trois zones d'activité sismique les plus importantes de la planète, avec la dorsale médio-atlantique et la ceinture alpine.
Les volcans de la ceinture de feu du Pacifique  s'organisent en arcs volcaniques continentaux (chaînes ou cordillères volcaniques) pour les volcans de marge continentale (Amérique), ou en arcs volcaniques insulaires. Dans le sens anti-horaire, de la pointe méridionale de l'Amérique du Sud à la Nouvelle-Zélande, ces arcs continentaux et arcs insulaires sont :
- Amérique
  - la zone volcanique australe des Andes dans l'extrême Sud de l'Argentine et du Chili ;
  - la zone volcanique sud des Andes dans le centre-ouest de l'Argentine et le centre du Chili ;
  - la zone volcanique centrale des Andes dans le Nord-Ouest de l'Argentine, le Nord du Chili, la Bolivie, et le Sud-Est du Pérou ;
  - la zone volcanique nord des Andes dans le centre de l'Équateur et le Sud-Ouest de la Colombie ;
  - les volcans d'Amérique centrale du Panama au Guatemala en passant par le Costa Rica, le Nicaragua et le Salvador ;
  - la cordillère Néovolcanique dans le Sud du Mexique ;
  - les volcans du Sud-Ouest des États-Unis ;
  - l'arc volcanique des Cascades dans l'Ouest des États-Unis ;
  - les volcans de l'Ouest du Canada ;
  - les volcans du Sud-Est et du centre de l'Alaska dans le Nord-Ouest des États-Unis ;
  - la chaîne aléoutienne en Alaska dans le Nord-Ouest des États-Unis ;
  - les îles Aléoutiennes en Alaska dans le Nord-Ouest des États-Unis ;
- Asie
  - la péninsule du Kamtchatka dans l'Est de la Russie ;
  - les îles Kouriles dans l'Est de la Russie ;
  - l'archipel japonais ;
  - l'archipel de Nanpō dans le Sud-Est du Japon ;
  - les îles Mariannes (appartenant aux États-Unis) ;
  - les îles Ryūkyū dans le Sud-Ouest du Japon ;
  - les Philippines ;
  - les volcans de l'Ouest d'Halmahera dans l'Est de l'Indonésie ;
  - les volcans du Nord-Est de Célèbes dans le centre de l'Indonésie ;
  - les volcans des îles Tanimbar dans l'Est de l'Indonésie ;
  - les îles de la Sonde dans l'Ouest et le Sud de l'Indonésie ;
- Océanie
  - les volcans des monts Bismarck dans le centre et le Sud-Est de la Papouasie-Nouvelle-Guinée ;
  - l'archipel Bismarck dans l'Est de la Papouasie-Nouvelle-Guinée ;
  - les îles Salomon dans l'Est de la Papouasie-Nouvelle-Guinée (île Bougainville) et principalement dans l'État des Salomon ;
  - le Vanuatu ;
  - les Tonga ;
  - les îles Kermadec au nord de la Nouvelle-Zélande ;
  - la Nouvelle-Zélande.